# Río Mesta
El río Mesta (en búlgaro: Места) o Nesto (en griego, Νέστος) es un río que transcurre por Bulgaria y Grecia. Nace en las montañas Rila y desemboca en el golfo de Tesalónica en el mar Egeo, cerca de la isla de Tasos. Tiene una longitud de 230 km y una cuenca de 5749 km² de los que 3437 pertenecen a Bulgaria y 2312 a Grecia. Forma gargantas y desfiladeros en Rila y Pirin. Su afluente principal es el río Dospat. Las riberas del río están cubiertas principalmente por árboles de hoja caduca. 
El río forma una frontera natural entre ellas periferias de Grecia de Macedonia Central y de Tracia, así como entre las prefecturas de Xanti y de Kavala

## Historia
El río Nesto era un importante río de Tracia. Heródoto informa que por los parajes de este río abundaban el león y el uro, cuyas enormes cornamentas se importaban a Grecia. 
El hábitat de los leones estaba delimitado por el río Nesto, que atravesaba el territorio de Abdera, y por el río Aqueloo, que atravesaba Acarnania. Aseguraba que no podía verse un solo león en otra parte de Europa oriental.
Cerca de la desembocadura se fundó la ciudad de Abdera.